# Dev Hynes
Devonté Hynes, (nato David Joseph Michael Hynes) meglio conosciuto come Dev Hynes e in passato noto con gli pseudonimi Lightspeed Champion e Blood Orange (Ilford, 23 dicembre 1985), è un cantautore inglese.

## Storia
Dopo lo scioglimento dei Test Icicles, Hynes si spostò dall´Inghilterra a Omaha (Nebraska), dove assieme al produttore Mike Mogis, attivo anche con Bright Eyes, registrò le canzoni che sarebbero poi andate a comporre il suo album d´esordio Falling off the Lavender Bridge. Alle registrazioni del disco parteciparono numerosi musicisti di Omaha, fra cui lo stesso Mogis, il trombettista e pianista di Bright Eyes Nate Walcott, il batterista dei The Faint Clark Baechle, la cantautrice Emmy The Great e alcuni dei membri dei Cursive e dei Tilly And The Wall.
Il nome 'Lightspeed Champion' è tratto da una serie di strisce a fumetti che Hynes disegnava quand´era adolescente sul suo libro di matematica.
Anticipato il 30 luglio 2007 dal singolo Galaxy of the Lost, l'album fu pubblicato il 21 gennaio 2008 per la Domino Records ottenendo un discreto successo in Gran Bretagna, dove raggiunse la 45ª posizione nelle classifiche di vendita. Per il successivo tour Hynes chiamò a raccolta alcuni amici fra cui Florence Welch dei Florence and the Machine, la cantautrice Emmy the Great e Mike Siddell degli Hope of the States.
Nei due anni successivi Hynes ´ha pubblicato numerosi bootleg e album non ufficiali, resi disponibili al pubblico attraverso il suo blog o la sua pagina MySpace. Fra questi sono inclusi un album scritto e registrato in un solo giorno e un EP composto interamente da cover dei Green Day.
Il suo secondo album ufficiale Life Is Sweet! Nice to Meet You, è stato pubblicato il 15 febbraio 2010 sempre dalla Domino Records.

## Discografia

### Come Devonté Hynes
- 2013 – Palo Alto
- 2019 – Fields (con i Third Coast Percussion)
- 2019 – Queen & Slim
- 2020 – We Are Who We Are
- 2020 – Mainstream
- 2021 – In Treatment
- 2021 – Passing
- 2023 – Master Gardener

### Come Blood Orange
Album in studio
- 2011 – Coastal Grooves
- 2013 – Cupid Deluxe
- 2016 – Freetown Sound
- 2018 – Negro Swan

Mixtape
- 2019 – Angel's Pulse

EP
- 2018 – Black History
- 2022 – Four Song

Singoli
- 2011 – Dinner
- 2011 – Toshito
- 2011 – Sutphin Boulevard
- 2011 – Champagne Coast
- 2012 – Forget It
- 2013 – Chamakay
- 2013 – You're Not Good Enough
- 2014 – Uncle Ace
- 2014 – Is It All Over My Face & Tower of Meaning
- 2015 – Sandra's Smile
- 2016 – Hadron Collider (con Nelly Furtado)
- 2016 – Augustine
- 2016 – I Know
- 2016 – Better Than Me
- 2018 – Smoke
- 2018 – Black History
- 2019 – Benzo
- 2019 – Dark & Handsome (con Toro y Moi)
- 2020 – Call Me (Freestyle) (con Park Hye Jin)
- 2022 – Prayer (con Blackhaine e Iceboy Violet)
- 2022 – Jesus Freak Lighter
- 2025 – The Field (feat. The Durutti Column, Tariq Al-Sabir, Caroline Polachek e Daniel Caesar)
- 2025 – Somewher in Between
- 2025 – Mind Loaded (feat. Caroline Polachek, Lorde e Mustafa)

### Come Lightspeed Champion
- 2008 - Falling Off the Lavender Bridge, (Domino Records)
- 2010 - Life Is Sweet! Nice to Meet You, (Domino Records)

## Colonne sonore
- Nessuno di speciale (Mainstream), regia di Gia Coppola (2020)
- We Are Who We Are, regia di Luca Guadagnino – miniserie TV (2020)
- Il maestro giardiniere (Master Gardener), regia di Paul Schrader (2022)